# Пирог, Николай Илларионович
Никола́й Илларио́нович Пиро́г (17 марта 1942 — 6 апреля 2004) — советский легкоатлет, специалист по бегу на короткие дистанции. Выступал на всесоюзном уровне в 1960-х годах, обладатель бронзовой медали чемпионата СССР, победитель первенств всесоюзного и всероссийского значения. Представлял Московскую область и спортивное общество «Труд». Мастер спорта СССР.

## Биография
Николай Пирог родился 17 марта 1942 года. Занимался лёгкой атлетикой в Московской области, выступал за РСФСР и добровольное спортивное общество «Труд».
В 1960-х годах неоднократно становился призёром международных и всесоюзных стартов, выполнил норматив мастера спорта СССР. Наивысшего успеха на всесоюзном уровне добился в сезоне 1966 года, когда на чемпионате СССР по эстафетному бегу в Ленинакане вместе с партнёрами по сборной Профсоюзов Аркадием Липшеевым, Валентином Подлесных и Тариэлом Бахтадзе завоевал бронзовую награду в зачёте эстафеты 4 × 400 метров, уступив лишь двум командам Вооружённых сил. В мае 1967 года отметился победой в беге на 200 метров на соревнованиях в Москве, показав 11-й лучший результат сезона в СССР.
После завершения спортивной карьеры занимал должность председателя Комитета по физической культуре, спорту и туризму Люберецкого района Московской области. Избирался депутатом Люберецкого городского совета.
Погиб 6 апреля 2004 года в возрасте 62 лет. Похоронен на кладбище в рабочем посёлке Малаховка.